# Саксония-Витенберг
Саксония-Витенберг (на немски: Sachsen-Wittenberg) е била историческа територия на Свещената Римска империя. Херцогството Саксония-Витенберг възниква през 1296 г. чрез разделянето на асканското Херцогство Саксония и обхваща части на днешните Федерални провинции Саксония, Саксония-Анхалт и Бранденбург. Чрез Златната була от 1356 г. херцозите на Саксония-Витенберг стават курфюрсти.
След измирането на мъжката линия на Асканите през 1422 г. херцогството и курфюрството през 1423 г. преминават към майсенските Ветини.
- Герб на Херцогство Саксония-Витенберг
- Герб на Курфюрство Саксония-Витенберг